# 万季飞
万季飞（1948年10月—），男，汉族，山东东平人，中华人民共和国政治人物，中国共产党党员。万里之子。曾任中国国际贸易促进委员会会长，為正部级官员。中共十八大代表，第十一届、第十二届全国政协常委。

## 生平
万季飞毕业于北京大学政治学与行政管理系行政管理专业，法学硕士。1969年1月参加工作，1977年9月加入中国共产党。历任北京顺义县县委副书记、宁夏回族自治区主席助理兼外经委副主任、北京市对外经济贸易委员会副主任。1995年12月，任国务院特区办公室副主任。1998年3月，任国务院经济体制改革办公室副主任。2000年2月，任中国国际贸易促进委员会、中国国际商会副会长。2003年5月，任中国国际贸易促进委员会会长、中国国际商会会长。
2008年，当选第十一届全国政协常务委员，代表对外友好界，分入第四十七组。并担任港澳台侨委员会专委。2013年3月当选政协十二届全国委员会常务委员。

## 荣誉

### 外国勋章奖章
- 银塔产业勋章（韩国，2009年1月4日于北京颁发[4][5]）
- 波兰共和国功绩骑士十字勋章（波兰，2011年12月21日于北京颁发[6]）